# Exomala ohdaiensis
Exomala ohdaiensis är en skalbaggsart som beskrevs av K. Sawada 1941. Exomala ohdaiensis ingår i släktet Exomala och familjen Rutelidae. Inga underarter finns listade i Catalogue of Life.